# 1829
Évszázadok: 18. század – 19. század – 20. század
Évtizedek: 1770-es évek – 1780-as évek – 1790-es évek – 1800-as évek – 1810-es évek – 1820-as évek – 1830-as évek – 1840-es évek – 1850-es évek – 1860-as évek – 1870-es évek
Évek: 1824 – 1825 – 1826 – 1827 –  1828 – 1829 – 1830 – 1831 – 1832 – 1833 – 1834

## Események
- március 22. – Oroszország, Nagy-Britannia és Franciaország közös protokollban elismerik a görög függetlenséget.[1]
- március 31. – VIII. Pius pápa megválasztása.[2]
- augusztus 12. – I. Ranavalonát Antananarivóban Madagaszkár királynőjévé koronázzák.
- augusztus 15. – Görög függetlenségi nyilatkozat.[3]
- szeptember 14. – Orosz–török békekötés Drinápolyban. A Porta elismeri Szerbia és Görögország függetlenségét.[4]
- Andrew Jackson az USA elnöke. Megerősödik az indiánellenes politika.
- Angliában eltörlik az 1673-ban hozott törvényt, amely megvonta a katolikusoktól az egyenjogúságot.
- A spanyolok kudarcba fulladt katonai expedíciót vezetnek Mexikóba.
- Angliában mozdonyversenyt rendeznek. A győztes George Stephenson Rocket (rakéta) nevű gőzmozdonya. Sebessége 40–48 km/h.
- Indiában a britek megtiltják az özvegyek elégetését.
- Megtartják az első Oxford–Cambridge evezősversenyt.
- Megalakul az Első Duna-Gőzhajózási Társaság osztrák hajózási cég (DGT, németül: Erste Donau-Dampfschiffahrts-Gesellschaft vagy DDSG).

## 1829 az irodalomban
- Balzac írni kezdi az Emberi színjáték regényciklusát.

## 1829 a zenében
- Párizsban bemutatják Rossini Tell Vilmos című operáját.

## 1829 a filozófiában
- Megjelenik Hegel történelemfilozófiája
- Megjelenik Charles Fourier francia utópikus szocialista Az új ipari és szocietárius világ című könyve
- Pjotr Jakovlevics Csaadajev orosz filozófus Filozófiai levelek egy hölgyhöz címmel esszéket kezd el írni.

## 1829 a tudományban
- Jedlik Ányos a laboratóriumában elektromágneses villanymotort szerkeszt.

## Születések
- január 3. – Konrad Duden német filológus († 1911)
- január 10. – Bozzai Pál költő († 1852)
- január 10. – Wein János, bányamérnök, a budapesti vízvezetékhálózat egyik tervezője és megalkotója († 1908)
- február 2. – Alfred Brehm német zoológus († 1884)
- február 13. – Ökröss Bálint jogtudós, az MTA tagja († 1889)
- február 26. – Levi Strauss amerikai ruhatervező († 1902)
- március 2. – Carl Schurz 1848-as német forradalmár, majd az amerikai polgárháború tábornoka († 1906)
- március 16. – Sully Prudhomme Nobel-díjas francia író († 1907)
- május 14. – Kamermayer Károly, Budapest első főpolgármestere († 1897)
- június 15. – Szász Károly, író, költő († 1905)
- június 16. – Geronimo apacs főnök († 1909)
- június 25. – Rényi György katonatiszt († 1891)
- július 31. – Lieder Friderika hárfás († 1864)
- augusztus 19. – Apáthy István, jogász († 1889)
- szeptember 7. – Friedrich August Kekulé német vegyész († 1896)
- szeptember 23. – II. Radama madagaszkári király († 1863)
- október 5. – Chester A. Arthur, az USA 21. elnöke († 1886)
- november 10. – Elwin Bruno Christoffel német matematikus († 1900)
- november 28. – Anton Grigorjevics Rubinstejn orosz zeneszerző és zongoraművész († 1894)

## Halálozások
- január 12. – Friedrich von Schlegel, német filozófus, író, műkritikus (* 1772)
- január 17. – Adam Heinrich Müller, német közgazdász és politikus (* 1779)
- január 29. – Pauli (Pável) István, feltételezett író (* 1760)
- február 10. – XII. Leó pápa (* 1760)[2]
- április 6. – Niels Henrik Abel, norvég matematikus (* 1802)
- május 11. – Fabri Pál, evangélikus lelkész (* 1752)
- szeptember 9. – Vitkovics Mihály, költő, műfordító (* 1778)
- október 29. – Maria Anna Mozart, becenevén Nannerl, zongorista, Wolfgang Amadeus Mozart nővére (* 1751)
- november 5. – Artner Teréz, magyar költőnő (* 1772)
- december 18. – Jean-Baptiste Lamarck, francia természettudós, az evolúcióelmélet előfutára (* 1744)